# Eliurus antsingy
Eliurus antsingy és una espècie de mamífer rosegador de la família dels nesòmids. És endèmic del nord i l'oest de Madagascar. El seu hàbitat natural són els tsingys de calcària i els boscos associats, així com els afloraments rocosos a la vora de boscos de transició sec-humit. Es desconeix si hi ha cap amenaça significativa per a la supervivència d'aquesta espècie, tot i que el seu hàbitat està afectat per la degradació i la conversió a usos agrícoles.